# Politica Turkmenistanului
Turkmenistanul este o republică prezidențială. Președintele este șeful guvernului și al statului și deține controlul cvasiabsolut al vieții țării.

## Președinți
- Saparmurat Niyazov, 1991-2006
- Gurbangulî Berdimuhamedov, 2006 - prezent

## Partide politice
În Republica Turkmenistan există un singur partid politic legal: Partidul Democratic din Turkmenistan, urmaș al vechiului Partid Comunist al Republicii Sovietice Socialiste Turkmene.
În 1993, un grup de deputați legați de lucrătorii rurali au fondat Partidul Justiției Țărănești, dar care nu a fost recunoscut legal.
În ianuarie 2002, Boris Șihmuradov, fost ministru al relațiilor externe, a fondat, în exil, Mișcarea Democratică Populară din Turkmenistan.

## Puterea legislativă
Puterea legislativă a Turkmenistanului e constituită de o Adunare (Najlis), cu cincizeci de membri aleși prin vot direct, pentru un mandat de cinci ani și dintr-un Consiliu al Poporului (Jalk Maslaty), cu alți cincizeci de membri aleși tot prin vot direct.
Constituția actuală este în vigoare din 26 septembrie 2008.
Consiliul Poporului se întrunește cel puțin o dată pe an, iar între reuniunile Adunării, ia măsuri legislative.

## Istoric

### Republica Sovietică Socialistă Turkmenă

Drapelul Republicii Sovietice Socialiste Turkmene

Turkmenistanul a fost una din republicile unionale ale URSS, începând din 1925, având denumirea de Republica Sovietică Socialistă Turkmenă, până la destrămarea Uniunii Sovietice, în 1991.

### Turkmenistanul, după 1991

Drapelul Turkmenistanului, ales de Niyazov

De la obținerea independenței în 1991 și până în decembrie 2006, Turkmenistanul a fost guvernat de dictatorul Saparmurat Niyazov, care s-a autodenumit «Türkmenbaşy» («Părintele turkmenilor»), după modelul luat de la Mustafa Kemal Atatürk, conducătorul reformator al Turciei moderne. Niyazov a practicat cultul personalității. Nivelul de trai al populației de peste 4 milioane de persoane nu creștea, în ciuda importantelor rezerve de gaze naturale ale țării.
Cea mai mare parte a spitalelor din Turkmenistan au fost închise, la ordinul lui Niyazov, care le considera inutile. A publicat o lucrare despre regulile de igienă, Ruhamana, pe care toți locuitorii trebuiau să o aplice. A hotărât reducerea duratei de studii la facultatea de medicină la 3 ani și a diminuat de 10 ori numărul studenților mediciniști. Bolile endemice, precum tuberculoza, holera sau dizenteria au reapărut.
Nerespectarea libertăților publice este criticată de ONG-urile occidentale. Jurnaliștilor străini le este interzisă șederea, ca și folosirea de către public a antenelor pentru televiziunea prin satelit. Nu există presă liberă. 
Cultul personalității dictatorului se manifestă pretutindeni: portrete, statui, citate sunt prezente în toate orașele, culminând cu statuia aurită a lui Niyazov, care se rotește urmând cursul Soarelui. Numele lunilor din calendar au fost schimbate, una dintre ele purtând numele mamei sale. Bibliotecile publice sătești au fost închise, pe motiv că, la țară, nimeni nu citește. Teatrele și opera au fost închise și ele. Doar muzica și dansurile tradiționale au fost admise. 
Nivelul șomajului variază, potrivit surselor, de la 50 la 70%. Salariul mediu lunar nu depășea, în 2005, 30 €. Cadrele regimului sunt, în mod succesiv, epurate. Numărul prizonierilor politici este estimat la peste 30.000 de persoane (aproape un locuitor dintr-o sută).
Aliat al Moscovei, principalul furnizor de gaz al societății ruse Gazprom, regimul turkmen este susținut de Kremlin. Se păzește de orice ingerință în politica vecinilor săi (Uzbekistan, Iran sau Afghanistan) și nu are nicio pretenție teritorială sau militară.

### Tranziția, după 2006
Președintele Niyazov a decedat la 21 decembrie 2006, fără să fi pregătit succesiunea. Din punct de vedere constituțional, președintele parlamentului turkmen Övezgeldî Ataiev ar fi trebuit să devină președinte interimar. În mod oportun, justiția a deschis o anchetă privitoare la activitatea lui Ataiev care nu a mai putut să acceadă la postul de președinte interimar. Vicepremierul Gurbangulî Berdimuhamedov a fost numit în postul de președinte interimar de către Consiliul de Securitate al Turkmenistanului. Consiliul Poporului a fixat data alegerilor prezidențiale la 11 februarie 2007 și a modificat Constituția, pentru a-i permite lui Berdimuhamedov să se prezinte. Acesta a câștigat alegerile cu 89,23% din sufragii, scrutin la care a participat aproape 99% din electoratul țării.

## Împărțirea administrativă
Turkmenistanul este împărțit în cinci regiuni subîmpărțite în cincizeci de districte, precum și un oraș independent, capitala țării, Aşgabat.